# Dreyfusaffaire
De Dreyfusaffaire was een gerechtelijk schandaal dat rond 1900 grote gevolgen had in de Franse politiek. Het draaide om de onterechte veroordeling van de Joods-Franse officier Alfred Dreyfus (1859-1935). Dreyfus werd er valselijk van beschuldigd een spion voor Duitsland te zijn. De doorslaggevende rol in de openbaarmaking van het schandaal werd gespeeld door de schrijver Émile Zola.
Dreyfus' veroordeling op 15 oktober 1894 bleek achteraf gebaseerd op valse verklaringen en op documenten die door de werkelijke spion – Ferdinand Walsin-Esterhazy – geformuleerd waren. Dreyfus werd uit zijn rang gezet en op 5 januari 1895 in een geheim proces tot een levenslange gevangenisstraf veroordeeld, die hij op Duivelseiland moest uitzitten.

## Heronderzoek
Dreyfus' familie trachtte zijn onschuld te bewijzen en ook de pers bemoeide zich ermee. Het in juli 1895 nieuw benoemde hoofd van de inlichtingendienst van het leger, kolonel Picquart, kwam in zijn onderzoek naar de zaak achter de werkelijke gang van zaken. Hij ontdekte de rol van Esterhazy en gaf dit door aan zijn superieuren. Vervolgens werd alles in het werk gesteld om de "eer van de strijdkrachten" te redden. Officieren stelden zelfs valse documenten op om Dreyfus' schuld te bewijzen. Ook deden zij er alles aan om herziening van het proces-Dreyfus te voorkomen, en het geheel in de doofpot te laten verdwijnen. Picquart werd op dienstreis gestuurd en later zelfs ontslagen en gevangengezet.

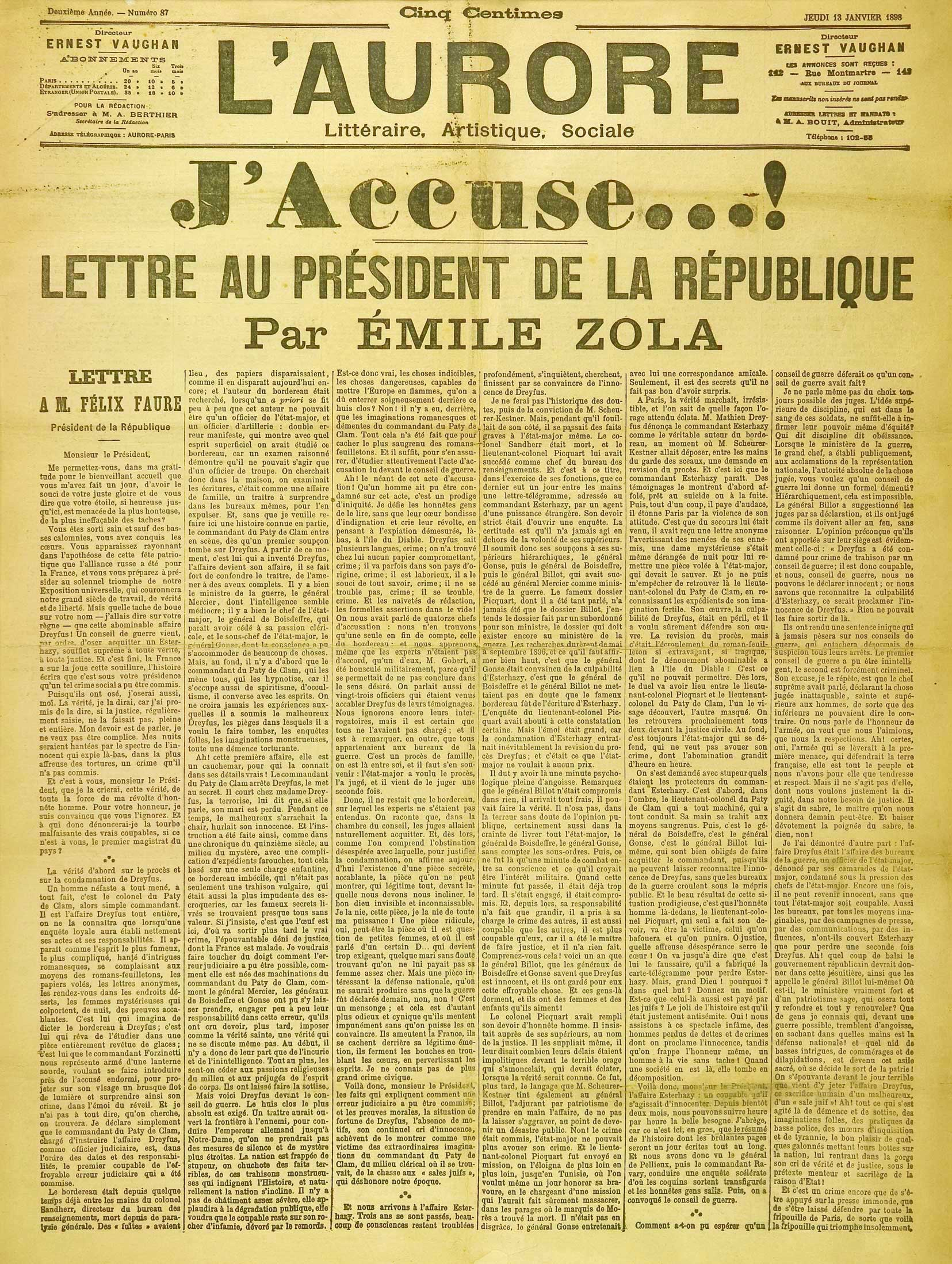
De open brief van Emile Zola over de Dreyfusaffaire aan de president van de Franse Republiek, Félix Faure, getiteld J'accuse...! (Ik beschuldig...!).

De schrijver Émile Zola bracht dit echter in de openbaarheid in de literaire krant L'Aurore. Daar publiceerde hij zijn beroemd geworden open brief aan de president van de Franse Republiek, Félix Faure, getiteld J'accuse...! (Ik beschuldig...!). De brief verscheen op 13 januari 1898. Zola werd door de minister van Oorlog aangeklaagd wegens laster en in februari 1898 veroordeeld tot een jaar gevangenisstraf en 3000 frank boete. Hij wachtte de uitspraak in hoger beroep niet af en vluchtte naar Engeland.
Door de plotselinge dood van president Faure in februari 1899 werd een ommekeer in de zaak-Dreyfus teweeggebracht. Zijn opvolger, de socialist Émile Loubet, stelde zich veel soepeler op. Al in juli vernietigde het Hof van Cassatie het vonnis uit 1895, en op 19 september 1899 kreeg Dreyfus gratie (d.w.z. schuldig maar geen straf) en werd hij vrijgelaten. Ook Picquart werd weer vrijgelaten. Pas op 12 juli 1906, in het derde proces tegen hem, werd Dreyfus helemaal vrijgesproken. Beiden werden weer in het leger aangenomen, Dreyfus als majoor en Picquart als brigadegeneraal.

## Politieke gevolgen
De affaire hield de politiek in Frankrijk voor lange tijd in de ban. Niet alleen omdat er sprake was van antisemitisme tegen de vele Joden in het Franse leger, maar ook omdat er ontevredenheid uit sprak over het Franse politieke regime. Antisemitisme en nationalisme werden door de machthebbers ingezet om de publieke opinie tegen de dreyfusards in te nemen. Een van de gevolgen van deze haatcampagne was de aanslag op Dreyfus. In 1908 werd  door journalist Louis Grégori in Parijs op hem geschoten, maar Dreyfus overleefde de aanslag.
De affaire had belangrijke politieke gevolgen. De positie van de linkse partijen, die Dreyfus gesteund hadden, werd sterker. De rechtse, nationalistische monarchisten en kerkelijke partijen, die de monarchie in ere wilden herstellen, hadden de kant van het leger gekozen en verloren aan invloed. Daarmee werd de positie van de Derde Republiek enorm versterkt.

## Weerklank in België
Ook in België had de affaire-Dreyfus een belangrijke weerklank in bepaalde politieke kringen. Zo was de progressieve liberaal Georges Lorand instrumenteel in het voorzien van financiële fondsen voor de oprichting van de Franse krant L'Aurore. Verder was Lorand als voorzitter van de Belgische liga voor de mensenrechten actief geëngageerd in het mobiliseren van een transnationaal netwerk om de zaak van Dreyfus te verdedigen in de publieke opinie.